# فيتالي كوليسنيكوف
فيتالي كوليسنيكوف (بالأوكرانية: Колєсніков Віталій Володимирович)‏ هو لاعب كرة قدم أوكراني في مركز الهجوم، ولد في 8 ديسمبر 1988 في جمهورية أوكرانيا الاشتراكية السوفيتية في الاتحاد السوفيتي. لعب مع FC Polissya Zhytomyr ‏.

## وصلات خارجية
- فيتالي كوليسنيكوف على موقع اتحاد أوكرانيا (الإنجليزية)
- فيتالي كوليسنيكوف على موقع قاعدة بيانات كرة القدم.إي يو (الإنجليزية)
- فيتالي كوليسنيكوف على موقع Soccerway.com (الإنجليزية)